# Mariana Arceo
Mariana Arceo (Guadalajara, 27 de abril de 1994) es una atleta mexicana que obtuvo medalla de oro en los Juegos Panamericanos de 2019 en la prueba pentatlón moderno, convirtiéndose en la primera mujer de México que obtiene el oro en esta disciplina en Juegos Panamericanos.
Arce finalizó en la segunda posición en natación (272 puntos), el primer lugar en esgrima con 32 victorias y 3 derrotas (271 unidades) y en equitación concluyó en el décimo sitio (285 puntos), en tiro-carrera se quedó con el tercer lugar (564 unidades), con lo cual sumó un total de 1392.
Posee el récord nacional en natación de 200 metros, además de la marca nacional de esgrima 33v/3d.

## COVID-19
Asimismo, fue la primera atleta mexicana contagiada por el coronavirus que provoca el COVID-19, que contrajo en España. Permaneció internada en el Instituto Nacional de Enfermedades Respiratorias de su país, hasta que se recuperó. Se encontraba en Barcelona, en un campamento para las competencias que tendría en Europa. Fue la única hospitalizada, al presentar un cuadro de neumonía. "No supe escuchar mi cuerpo a tiempo, estaba entrenando para mis primeros Juegos Olímpicos y lo llevo al extremo, entonces no lo supe detectar hasta cuando ya mi cuerpo estaba muy grave...", publicó en un video en Twitter. El 27 de marzo anunció su recuperación completa de la enfermedad.

## Resultados en competencias
| Año  | Competencia                        | Lugar         | Posición                 |
| ---- | ---------------------------------- | ------------- | ------------------------ |
| 2018 | 2.ª Copa del Mundo                 | Los Ángeles   | 3er Lugar relevos mixtos |
| 2017 | Récord Nacional de Natación 200mts | México        | (2:10)                   |
| 2017 | Récord Nacional de Esgrima         | México        | 33v/3d                   |
| 2016 | Campeonato Panamericano            | Buenos Aires  | 2.º Lugar relevos mixtos |
| 2015 | Mundial Universitario              | Cuautla       | 1er Lugar individual     |
| 2014 | Campeonato Mundial Junior          | Drzonkow      | 3er por equipos          |
| 2014 | Norceca Panamericano               | Santo Domingo | 1er Lugar individual     |
| 2013 | Mundial Junior                     | Hungría       | 1er Lugar por equipos    |